# Diocèse de Thanh Hóa
Le diocèse de Thanh Hóa (Dioecesis de Thanh Hoa) est un siège de l'Église catholique suffragant de l'archidiocèse d'Hanoï au Viêt Nam. Il comptait en 2008 137 195 baptisés pour 4 300 000 habitants.

## Territoire
Le diocèse comprend la ville de Thanh Hóa, où se trouve la cathédrale de l'Immaculée-Conception.
Son territoire est divisé en 51 paroisses.

## Historique
Le vicariat apostolique de Thanh Hóa est érigé le 7 mai 1932 par le bref apostolique Ut clero indigenae de Pie XI, recevant son territoire du vicariat apostolique de Phát Diêm (aujourd'hui diocèse).
Le 24 novembre 1960 le vicariat apostolique est élevé au statut de diocèse par le décret Venerabilium Nostrorum de Jean XXIII.

## Ordinaires
- Louis-Christian-Marie de Coomann, M.E.P. † (21 juin 1932 - 5 décembre 1960, retraite)
- Pierre Pham Tân † (5 décembre 1960 - 1er février 1990, décédé)
  - Sede vacante (1990-1994)
- Barthélémy Nguyên Son Lâm, P.S.S. † (23 mars 1994 - 9 juin 2003, décédé)
- Joseph Nguyen Chi Linh, (21 mai 2004 - 29 octobre 2016), nommé archevêque de Hué
- Joseph Nguyễn Đức Cường (it), (depuis le 25 avril 2018)

## Statistiques
- 1963: 47 000 baptisés (2,8% de la population), 26 prêtres, 30 religieuses
- 1999: 113 710 baptisés (3,2%), 30 prêtres, 102 religieuses
- 2003: 125 674 baptisés (3,6%), 40 prêtres, 148 religieuses
- 2008: 137 195 baptisés (3,2%), 60 prêtres, 206 religieuses
- 2014: 142 454 baptisés (3,5% d'une population de 4 123 000 habitants), 80 prêtres, tous diocésains, 167 religieuses et 51 paroisses[4]

## Source
- (it) Cet article est partiellement ou en totalité issu de l’article de Wikipédia en italien intitulé « Diocesi di Thanh Hóa » (voir la liste des auteurs).